# Kassandra (Christa Wolf)
Kassandra is een roman uit 1983 van de Duitse schrijfster Christa Wolf. De roman gaat over de Trojaanse Oorlog geschreven vanuit het perspectief van de mythologische figuur Cassandra.
Volgens Wolf is het idee voor Kassandra per toeval ontstaan, tijdens een reis naar Griekenland. Wolf woonde destijds in de Duitse Democratische Republiek en had als een van de weinige DDR-auteurs de mogelijkheid om naar het Westen te reizen. Toen ze in West-Berlijn moest overnachten omdat ze haar vliegtuig naar Athene had gemist, besloot ze de Orestie van Aischylos te lezen. Door dit boek ontstond bij Wolf een fascinatie voor Cassandra, een figuur uit de Griekse mythologie. Haar zogenaamde 'Kassandra-Projekt' (Cassandra-project) bestond niet alleen uit de roman zelf; er is tevens een werk verschenen onder de titel Voraussetzungen einer Erzählung: Kassandra, waarin de schrijfster het ontstaan van de figuur Cassandra en van het boek beschrijft.